# Abbas Noyan
Abbas Noyan, född 1949 är en afghansk politiker, ingenjör och diplomat. Han var ledamot av Afghanistans parlament åren 2005–2010.
Sedan 2019 är han Afghanistans ambassadör i Sverige. Sedan talibanernas maktövertagande i Afghanistan i augusti 2021 har han, liksom en rad andra ambassadörer i olika länder, fortsatt att fungera som ambassadör "för det afghanska folket" och utan att representera talibanerna. Hösten 2024 drog talibanerna in förordnandet för honom och andra ambassadörer som inte accepterar deras regering. Hans uppehållstillstånd i Sverige går ut vid årsskiftet 2024/2025.